# Boško Gjurovski
Boško Gjurovski (født 28. december 1961) er en makedonsk fodboldspiller.

## Makedoniens fodboldlandshold
| Jugoslaviens landshold | Jugoslaviens landshold | Jugoslaviens landshold |
| År                     | Kmp                    | Mål                    |
| ---------------------- | ---------------------- | ---------------------- |
| 1982                   | 1                      | 0                      |
| 1983                   | 0                      | 0                      |
| 1984                   | 1                      | 0                      |
| 1985                   | 0                      | 0                      |
| 1986                   | 0                      | 0                      |
| 1987                   | 0                      | 0                      |
| 1988                   | 0                      | 0                      |
| 1989                   | 2                      | 0                      |
| Total                  | 4                      | 0                      |

| Makedoniens landshold | Makedoniens landshold | Makedoniens landshold |
| År                    | Kmp                   | Mål                   |
| --------------------- | --------------------- | --------------------- |
| 1994                  | 5                     | 3                     |
| 1995                  | 2                     | 0                     |
| Total                 | 7                     | 3                     |